# Jules Hesters
Jules Hesters (né le 11 novembre 1998 à Gand) est un coureur cycliste belge, spécialiste de la piste. Il est membre de l'équipe Flanders-Baloise.

## Biographie
En 2021, il rejoint l'équipe néerlandaise BEAT Cycling Club, qui évolue au niveau continental,. Septième du Grand Prix Marcel Kint, il passe professionnel l'année suivante au sein de la formation Sport Vlaanderen-Baloise. 

## Palmarès sur route

### Par année
- 2016
  - 3e du championnat de Belgique du contre-la-montre par équipes juniors
- 2020
  - 2e de Gand-Staden
- 2021
  - 3e de l'Omloop der Kempen
- 2022
  - Grand Prix Beeckman-De Caluwé

### Classements mondiaux
| Année           | 2019   |
| --------------- | ------ |
| UCI Europe Tour | 1 603e |

## Palmarès sur piste

### Coupe des nations
- 2022
  - 1er de la course à l'élimination à Milton
- 2023
  - 2e de la course à l'élimination à Jakarta
- 2024
  - 2e de la course à l'élimination à Hong Kong
- 2025
  - Classement général de l'élimination
  - 1er de la course à l'élimination à Konya
  - 3e de la course à l'américaine à Konya

### Ligue des champions
- 2023
  - 1re de l'élimination à Berlin
  - 2e de l'élimination à Paris
  - 2e de l'élimination à Londres (I)
  - 2e de l'élimination à Londres (II)
  - 3e de l'élimination à Palma

### Championnats d'Europe
| Édition / Épreuve                 | Scratch | Américaine | Élimination |
| Montichiari 2016 (juniors)        | Or      | Argent     |             |
| Aigle 2018 (espoirs)              |         | Argent     | Or          |
| Gand 2019 (espoirs)               |         |            | Or          |
| Fiorenzuola d'Arda 2020 (espoirs) |         |            | Or          |
| Munich 2022                       | 7e      |            | Bronze      |
| Granges 2023                      |         |            | 6e          |
| Apeldoorn 2024                    |         |            | Bronze      |
| Heusden-Zolder 2025               |         |            | Bronze      |

### Championnats de Belgique
- 2014-2015
  - 2e de l'américaine juniors
  - 3e du scratch juniors
- 2015-2016
  -  Champion de Belgique de l'américaine juniors (avec Vincent Meyers)
  - 3e de l'omnium juniors
  - 3e de la vitesse juniors
  - 3e du scratch juniors
  - 3e de la course par élimination juniors
- 2017-2018
  -  Champion de Belgique du keirin
  - 2e de la course derrière derny
  - 3e de l'américaine
- 2018-2019
  - 2e de l'américaine
  - 3e de la course derrière derny
  - 3e de l'omnium
- 2019-2020
  -  Champion de Belgique de course derrière derny
  - 3e de l'américaine
  - 3e de la course aux points
- 2022
  -  Champion de Belgique de l'américaine (avec Tuur Dens)
  -  Champion de Belgique du scratch
  -  Champion de Belgique de l'élimination
  - 3e de l'omnium
  - 3e de la course aux points
- 2023
  -  Champion de Belgique du scratch
  - 2e de l'élimination

### Six Jours
| - 2016 - Six Jours de Gand U23 (avec Gerben Thijssen) - 2017 - Six Jours de Rotterdam U23 (avec Bryan Boussaer) - Six Jours de Londres U21 (avec Bryan Boussaer) - Six Jours de Gand U23 (avec Bryan Boussaer) | - 2018 - Six Jours de Rotterdam U23 (avec Bryan Boussaer) - Six Jours de Bremen U23 (avec Bryan Boussaer) |

### Autres
- 1er Course aux points "the next generation" Alkmaar 2016
- 1er trois jours de Bremen U19 2016 (avec Vincent Meyers)
- 1er Madison Coupe de France Fenioux (avec Gerben Thijssen)
- 3e madison internatinal meeting gent (avec Kenny De Ketele)